# 布勒代什蒂鄉 (哈爾吉塔縣)
46°36′N 24°31′E / 46.600°N 24.517°E
布勒代什蒂鄉（羅馬尼亞語：Comuna Brădești, Harghita），是羅馬尼亞的鄉份，位於該國中部，由哈爾吉塔縣負責管轄，面積17平方公里，海拔高度505米，2007年人口1,626，人口密度每平方公里97人。